# Arthur Liebehenschel

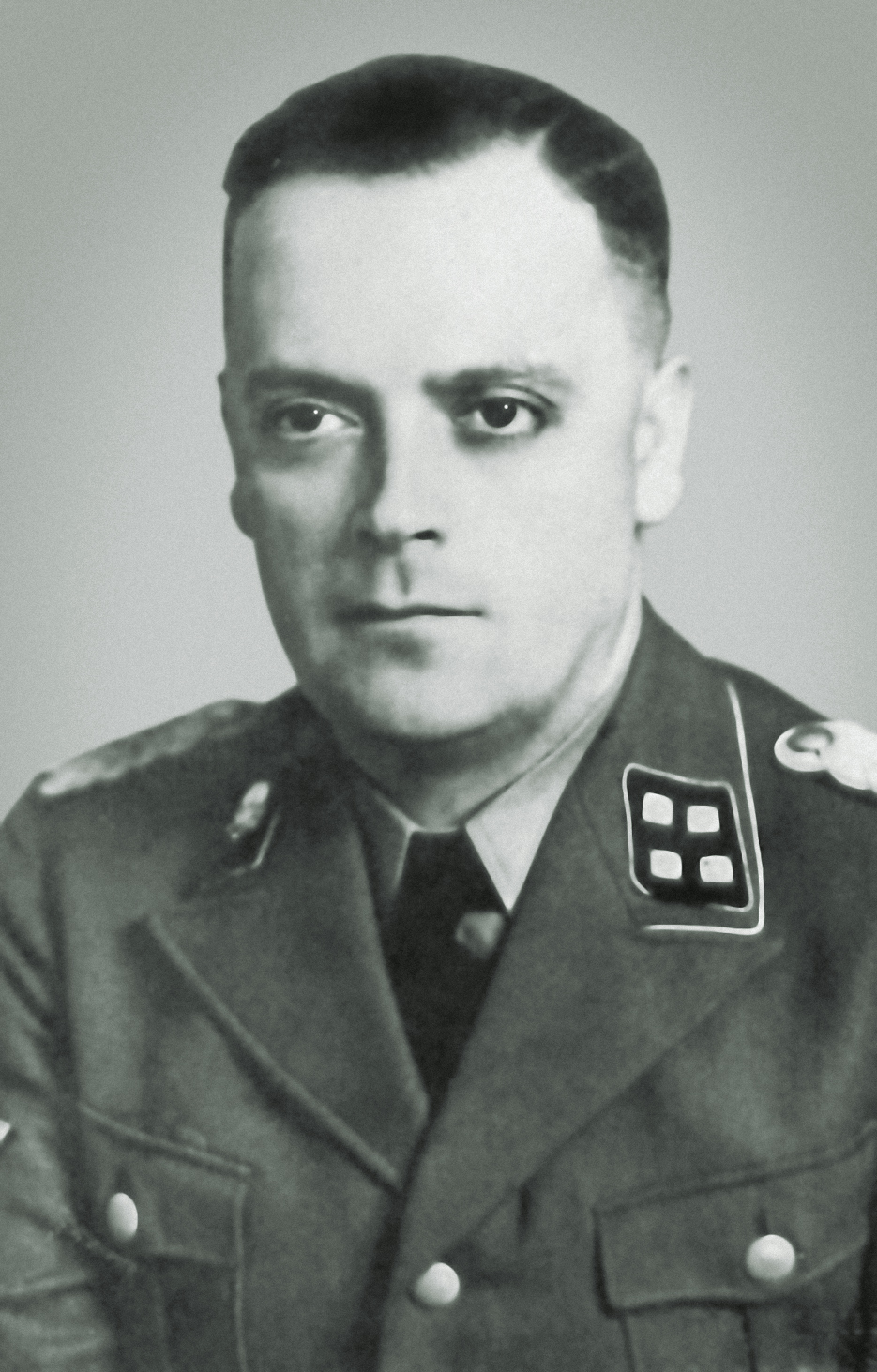
Arthur Liebehenschel (1940)

Arthur Liebehenschel (* 25. November 1901 in Posen; † 24. Januar 1948 in Krakau) war ein deutscher SS-Führer. Er war von November 1943 bis Mai 1944 Standortältester der SS in Auschwitz und Lagerkommandant des Stammlagers des Konzentrationslagers Auschwitz. Ab Mai 1944 war Liebehenschel, ebenfalls als Lagerkommandant, für das bereits geräumte Konzentrationslager Majdanek verantwortlich. Er wurde 1947 im Krakauer Auschwitzprozess zum Tode verurteilt und im Folgejahr hingerichtet.

## Leben

### Schulzeit und Militärlaufbahn
Liebehenschel besuchte nach acht Jahren Volksschule für drei Jahre eine Handelsschule und war danach bei der Eisenbahndirektion Posen beschäftigt. Im Januar 1919 setzte er sich aus Posen ab, um einer drohenden polnischen Internierung zu entgehen, und engagierte sich im Grenzschutz Ost. Im September 1919 verpflichtete er sich für zwölf Jahre bei der Reichswehr, die er im Oktober 1931 im Rang eines Oberfeldwebels verließ. In diesem Zeitraum absolvierte er eine Handelsfachschule für Verwaltung und Wirtschaft.

### Aufstieg bei der Konzentrationslager-SS bis 1943
Liebehenschel trat zum 1. Februar 1932 der NSDAP (Mitgliedsnummer 932.766) und der SS bei (SS-Nummer 39.254). 
Unter dem Führer der 27. SS-Standarte Walter Gerlach wurde Liebehenschel als dessen Adjutant ab dem 4. August 1934 im berüchtigten Berliner Columbia-Haus und später im KZ Lichtenburg eingesetzt. Am 5. Juli 1937 wechselte er als Abteilungsleiter in den Stab des Führers der SS-Totenkopfverbände (Theodor Eicke) nach Berlin über, wo er bis Mai 1940 bei der Inspektion der Konzentrationslager den Bereich Politische Abteilung leitete. 1940 stand er in der Dienststellung eines Stabsführers. Sein letzter SS-Dienstgrad war Obersturmbannführer (aktiv), den er am 30. Januar 1941 erhalten hatte.
Von Liebehenschel stammt die Anweisung, dass bei SS-Angehörigen, die an Exekutionen beteiligt waren und dafür mit dem Kriegsverdienstkreuz ausgezeichnet werden sollten, auf gar keinen Fall die Bezeichnung „Exekution“ verwendet werden dürfe, sondern von „Erledigung kriegswichtiger Aufgaben“ die Rede sein solle.
Ab Mitte März 1943 war Liebehenschel Leiter der Abteilung D 1/Zentralamt im SS-Wirtschafts- und Verwaltungshauptamt (WVHA) unter Oswald Pohl und Vertreter des Inspekteurs der Konzentrationslager Richard Glücks. Als Rudolf Höß in ein höheres Amt berufen wurde, teilte Pohl die Verwaltungsaufgaben neu auf.

### Kommandant des KZ Auschwitz I und des KZ Majdanek
Liebehenschel wurde am 11. November 1943 Lagerkommandant und Standortältester im KZ Auschwitz I (Stammlager). Zum gleichen Zeitpunkt wurden mit Friedrich Hartjenstein in Auschwitz II (Birkenau) und Heinrich Schwarz in Auschwitz III (Monowitz) erstmals eigene Lagerkommandanten eingesetzt.
Nach Aussagen von Häftlingen besserten sich durch Liebehenschel teilweise die schlimmen Verhältnisse im Stammlager. Als Funktionshäftlinge wurden nun „politische“ Gefangene bevorzugt und das umfassende Spitzelsystem soll ungenutzt geblieben sein. Die periodischen Bunkerselektionen in Block 11 mit darauf folgenden Erschießungen vor der Schwarzen Wand (Hinrichtungswand) seien eingestellt worden. Liebehenschel habe die Stehzellen abreißen lassen, die keinen Platz zum Sitzen oder Liegen boten und in die bis dahin Häftlinge strafweise eingeschlossen worden waren. Er habe eine generelle Bunkeramnestie erlassen und später die Schwarze Wand entfernen lassen. Ferner habe er den Befehl aufgehoben, jeden wieder eingefangenen Flüchtling zu erschießen.
Im April 1944 beorderte Pohl seinen Adjutanten Richard Baer mit einem Brief in das KZ Auschwitz, um Liebehenschel zur Trennung von dessen Lebensgefährtin Anneliese Hüttemann zu bewegen. Liebehenschel war Anfang Dezember 1943 von seiner Ehefrau geschieden worden und hatte wegen seiner Liebschaft die Familie verlassen. Hüttemann, die Liebehenschel während ihrer Tätigkeit als Sekretärin bei seinem Chef Glücks kennengelernt hatte, war kurz vor Liebehenschels Scheidung zum SD-Abschnitt nach Klagenfurt versetzt worden. Nachdem sich dort herausgestellt hatte, dass sie wegen der Beziehung zu einem Juden 1935 für drei Wochen in Düsseldorf in Schutzhaft genommen worden war, wurde sie entlassen, zog zu Liebehenschels Dienstort, und beide stellten ein Heiratsgesuch beim Rasse- und Siedlungshauptamt (RuSHA). 
Nach einer erfolglosen Aussprache mit Liebehenschel und Hüttemann fuhr Baer am 21. April 1944 nach Berlin zurück. In den folgenden Monaten führte Hüttemann Schriftwechsel mit Pohl, Baer, dem Persönlichen Stab Reichsführer SS und Heinrich Himmler selbst. Mittlerweile schwanger, polemisierte sie in ihrem Brief an Himmler vom 13. Mai 1944 insbesondere gegen Baer, der seit „zwei Jahren kinderlos verheiratet“ sei. Da Hüttemann schließlich ein Kind erwartete, genehmigte Heinrich Himmler gegen Pohls Widerstand Liebehenschels Heiratsbegehren. Liebehenschel verlor am 8. Mai 1944 sein Amt in Auschwitz und wurde am 19. Mai 1944 als Lagerkommandant in das bereits geräumte KZ Majdanek versetzt. Sein Nachfolger in Auschwitz wurde Baer.
Diese Affäre bot wohl nur den unmittelbaren Anlass für die Versetzung. Liebehenschel selbst sah die langwierige Auseinandersetzung mit Pohl um seine Scheidung, verweigerte Heiratsgenehmigung und Auflehnung als Grund an. Seine Abberufung ist wahrscheinlich auf seine Änderungen bei den „Maßnahmen der Lagerbeherrschung“ zurückzuführen. Höß hielt Liebehenschel für unfähig.

### Einsatz in Italien und Kriegsende
Nach der Auflösung des KZ Majdanek wurde Liebehenschel in das Amt des Höheren SS- und Polizeiführers Triest unter Odilo Globocnik (Operationszone Adriatisches Küstenland) versetzt. Zum Kriegsende wurde er in Österreich festgenommen.

### Internierung, Prozess und Hinrichtung
Nach der Kapitulation der Wehrmacht wurde Liebehenschel interniert und für den geplanten Nürnberger Prozess gegen die Hauptkriegsverbrecher verhört. Nach der Auslieferung durch die Streitkräfte der Vereinigten Staaten an Polen wurde er am 22. Dezember 1947 vom Obersten Nationalen Tribunal im Krakauer Auschwitzprozess zum Tode verurteilt und am 24. Januar 1948 im Krakauer Montelupich-Gefängnis durch Hängen hingerichtet.